# Oliver Renelt
Oliver Renelt (* 2. Februar 1965 in Bielefeld) ist ein deutscher Designer. 1992 wurde er als Designer des Echo-Musikpreises bekannt.

## Leben und Wirken
Nach dem Ende seiner Schulzeit in Bielefeld studierte Renelt an der Hochschule für bildende Künste in Hamburg bei Peter Raacke und  Dieter Rams Industriedesign.
Die Studien beendete Oliver Renelt 1994 mit einem Diplom an der HfbK Hamburg.
Noch während des Studiums 1991 gewinnt Renelt die Ausschreibung der Deutschen Phono Akademie e.V. zur Gestaltung des Deutschen Schallplattenpreises. Er entwirft die Trophäe, nachdem er einen Namen für die Veranstaltung gefunden hat: „ECHO - Die vom Künstler ausgehenden Schwingungen, die als Wellen des Erfolges zurückkehren“.
Um den Entwurf frei umsetzen zu können, schlägt Renelt vor, die Trophäen auch zu produzieren.
Zwischen 1992 und 2018 wurden die Trophäen von Oliver Renelt für die  „ECHO Pop“ Veranstaltung, „ECHO Klassik“ und den „ECHO Jazz“ hergestellt.
Der ECHO galt als deutsches Pendant zu den US-amerikanischen Grammy Awards und ist einer der begehrtesten Musikpreise der Welt.
Nach seinem Studium arbeitete Renelt zunächst als Bildhauer. Er modellierte in dieser Zeit den Unternehmer Kurt A. Körber für die Körber-Stiftung.
1998 ist Renelt Mitbegründer der Kinderleicht GmbH und gestaltet unter anderen den Fütterfrosch, der vom Gesamtverband Kunststoffverarbeitende Industrie e.V als Produkt des Jahres ausgezeichnet wird.
Seit 2000 hat Renelt mit über 1000 Entwürfen für die Tchibo GmbH Gebrauchsgegenstände geschaffen, die die deutsche Alltagskultur mitgeprägt haben.

## Ausstellungen
- 2010: voomote Tastenlose Fernbedienung Deutscher Beitrag Expo 2010 in Shanghai

## Werke
- Echo (Musikpreis)
- Hokus
- Fütterfrosch
- OnWall System
- Opus Klassik (Musikpreis)[1]

## Auszeichnungen
- 1994:  Designpreis der Raumobjekte (Produkt Hokus in Zusammenarbeit mit Chup Friemert: Domani)
- 1998:  Produkt des Jahres (Produkt: Fütterfrosch Kinderleicht)
- 2004:  red dot award (Produkt: OnWall Küchen System SieMatic)
- 2004:  Nominierung Designpreis der Bundesrepublik Deutschland (Produkt:  OnWall Küchen System SieMatic)
- 2010:  I-stage finalist (Produkt: voomote Tastenlose Fernbedienung)